# Авезак-Прат-Лаит
Авеза́к-Прат-Лаи́т (фр. Avezac-Prat-Lahitte, окс. Avesac, Prat e era Hita) — коммуна во Франции, находится в регионе Юг — Пиренеи. Департамент — Верхние Пиренеи. Входит в состав кантона Барт-де-Нест. Округ коммуны — Баньер-де-Бигор.
Код INSEE коммуны — 65054.

## География
Коммуна расположена приблизительно в 670 км к югу от Парижа, в 110 км юго-западнее Тулузы, в 29 км к юго-востоку от Тарба.
По территории коммуны протекает река Авезагет.

## Климат
Климат умеренно-океанический с солнечной тёплой погодой и обильными осадками на протяжении практически всего года.

## Население
Население коммуны на 2010 год составляло 569 человек.
| 1962 | 1968 | 1975 | 1982 | 1990 | 1999 | 2010 |
| ---- | ---- | ---- | ---- | ---- | ---- | ---- |
| 491  | 544  | 622  | 600  | 596  | 515  | 569  |

## Администрация
| Период | Период | Фамилия     | Партия                   | Примечания |
| ------ | ------ | ----------- | ------------------------ | ---------- |
| 2001   | 2020   | Альбер Беге | Радикальная левая партия |            |

## Экономика
В 2010 году среди 343 человек трудоспособного возраста (15-64 лет) 254 были экономически активными, 89 — неактивными (показатель активности — 74,1 %, в 1999 году было 70,2 %). Из 254 активных жителей работали 236 человек (123 мужчины и 113 женщин), безработных было 18 (7 мужчин и 11 женщин). Среди 89 неактивных 13 человек были учениками или студентами, 47 — пенсионерами, 29 были неактивными по другим причинам.

## Достопримечательности
- Курган Эстак (бронзовый век). Исторический памятник с 1970 года[4]
- Курган Гар (железный век). Исторический памятник с 1970 года[5]
- Курган Ардун (бронзовый век). Исторический памятник с 1970 года[6]

## Фотогалерея

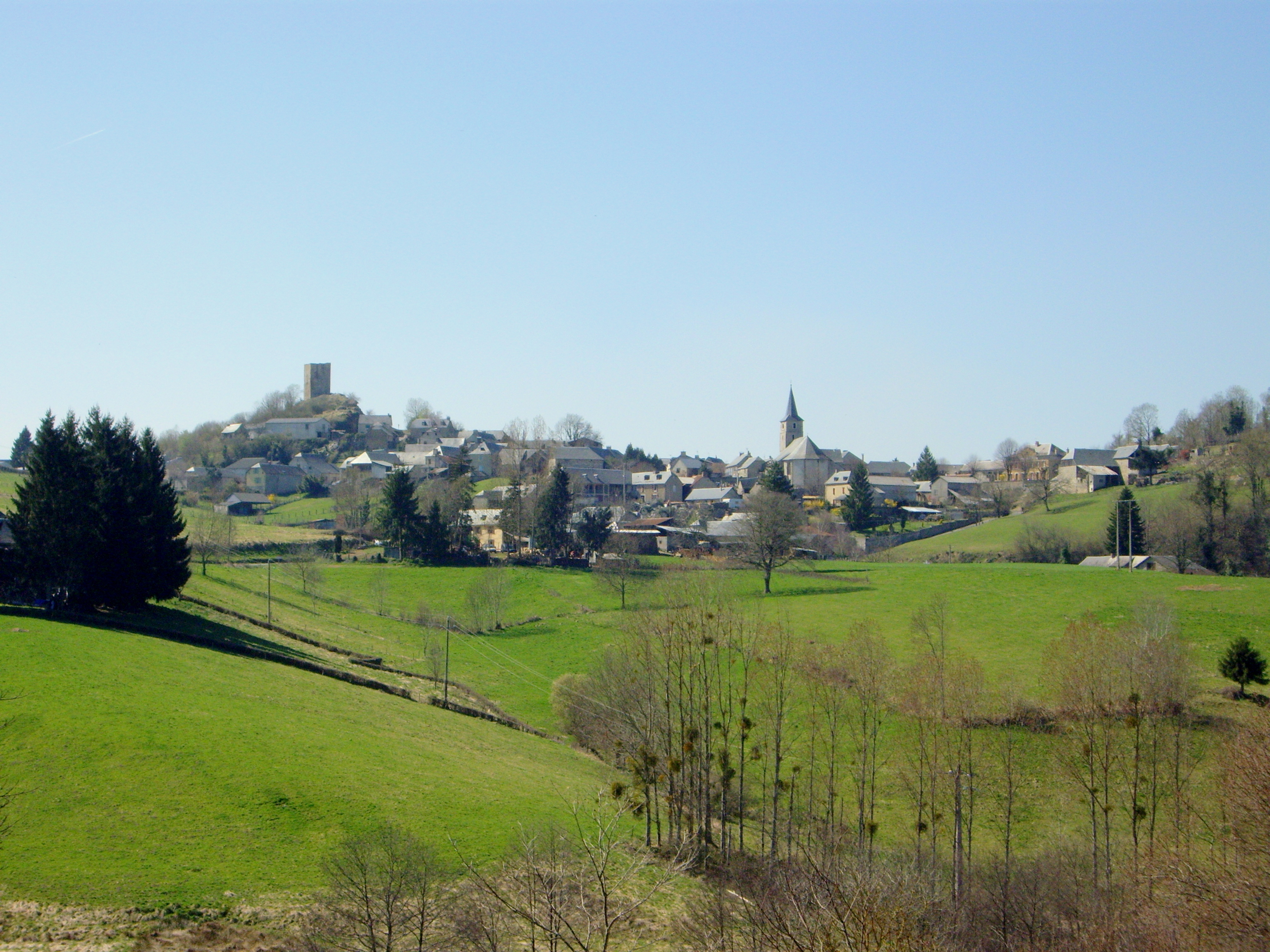
Авезак
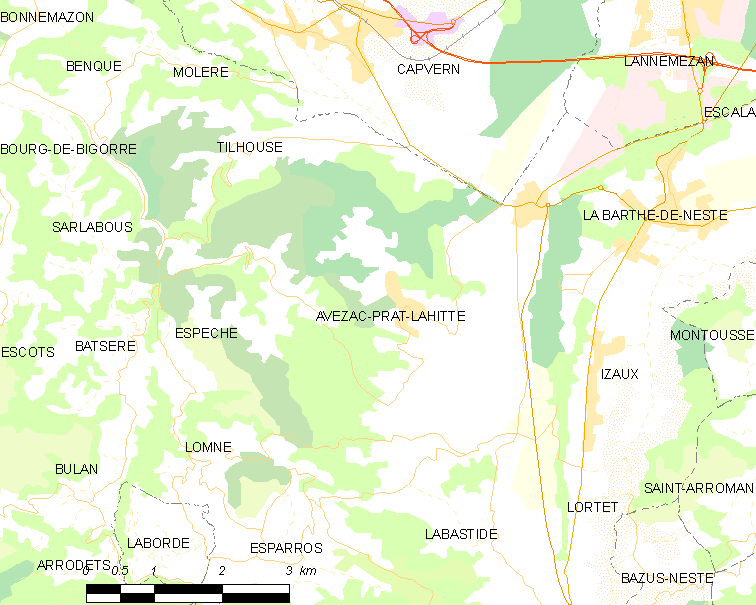
Карта коммуны